# Vio (bebida)
Vio es una marca de leche saborizada propiedad de The Coca-Cola Company.
Se trata de una bebida gaseosa azucarada con leche. Creada a partir de agua con gas, un toque de leche descremada y azúcar de caña, la bebida viene en cuatro sabores de fruta: Citrus Burst, Peach Mango, Very Berry y Tropical Colada.
Ray Crockett, vocero de la marca, dijo al portal Slashfood.com que la bebida aún se encuentra en desarrollo, no obstante se le puede encontrar de «forma limitada» y únicamente en las ciudades de Nueva York y en algunas del Reino Unido.
Aunque la bebida es de nueva entrada en el mercado americano, The Coca-Cola Company ya había tenido un producto similar, de nombre Qoo, el cual se vendía exclusivamente en Japón a principios de 1990.